# Guitar Hero: Greatest Hits
Guitar Hero: Smash Hits (titulado Guitar Hero: Greatest Hits en Europa y Oceanía) es un juego de guitarra e instrumentos donde reúne canciones vistas en juegos anteriores al Guitar Hero World Tour Guitar Hero. El juego ha sido desarrollado por Beenox y distribuido por Activision para PlayStation 2, PlayStation 3, Xbox360 y Wii.  Salió a la venta el 16 de junio del año 2009 en Norteamérica, Oceanía y Europa. El juego consta de 48 canciones, La mayoría son Del Primer Guitar Hero Para PlayStation 2 . , en la versión original solo se podía con la guitarra Pero aquí es posible tocar con 4 Instrumentos vistos En Guitar Hero World Tour, está según los fans de los juegos de Guitar Hero es La versión mejorada y Perfecta del Guitar Hero 1 para Playstation 2
Como novedad tenemos que las canciones anteriores al Juego Guitar hero II ya no son un cover, al ver esto la gente se sorprendió, consiguieron los derechos de todas las canciones. Tenemos el creador de personajes y varios personajes de varios juegos pasados como Guitar Hero III o Guitar Hero Para PlayStation 2, El juego tiene detalles que realmente son de alta relevancia, como que ahora los escenarios tienen mayor calidad que en juegos pasados, que las canciones tienen mejor calidad y un gran etcétera.

## Modo de juego
El Guitar Hero: Smash Hits utiliza el mismo sistema de juego visto en Guitar Hero World Tour con las principales novedades que se incluyeron en el Guitar Hero: Metallica. Se puede jugar al juego con los cuatro instrumento que implantó el GHWT: la guitarra eléctrica, el bajo eléctrico, la batería y el micrófono del cantante. Además, se ha incorporado a las canciones la nueva jugabilidad de las guitarra que contienen el pad táctil que permite deslizar los dedos. También se ha añadido el nivel de dificultad "experto+", al igual que en el Metallica, que utiliza dos pedales de bombo para la batería. El juego también incorpora el modo editar "Music Studios", que es compatible con el servicio "GHTunes", que permitirá crear y compartir canciones.
Como en las anteriores entregas, el videojuego presenta una historia para explicar la evolución del grupo de música que el jugador ha creado. El grupo ha aceptado el reto presentado por "God Of Rock" de tocar en diversas maravillas naturales del mundo. En completar la actuación en un escenario, superando el valor mínimo que te exigen, el grupo es recompensado con material específico del escenario para personalizar el personaje o el instrumento.

## Desarrollo
El juego fue anunciado a principio del año 2009, junto a dos juegos más de la saga. El juego se lanzó en los Estados Unidos con el nombre de Guitar Hero: Smash Hits, pero en Europa y Australia se mantuvo con el nombre de Guitar Hero: Greatest Hits. El desarrollo se centró en la selección de canciones de ediciones anteriores e implantarle la jugabilidad de los cuatro instrumentos.
La empresa Beenox se encargó del desarrollo, desde el diseño de los escenarios hasta la selección de las canciones y la implantación. Neversoft únicamente le proporcionó herramientas de desarrollo que utilizan ellos para sus juegos. Para este juego no se añadieron personajes estrella pero si se añadió ocho nuevos escenarios, inspirados en maravillas del mundo, naturales o construidas por el hombre, como son la selva amazónica, el casquete polar o el Gran Cañón.

## Lista de canciones
Guitar Hero: Smash Hits es la compilación de 48 canciones extraídos de Guitar Hero, Guitar Hero II, Guitar Hero Encore: Rocks the 80s, Guitar Hero III: Legends of Rock y Guitar Hero: Aerosmith. Las cuales han sido modificadas para poderse jugar con los cuatro instrumentos. La lista de canciones es la siguiente:
| N.º | Año  | Canción                                     | Artista                       | Lugar                           | Videojuego original               |
| --- | ---- | ------------------------------------------- | ----------------------------- | ------------------------------- | --------------------------------- |
| 1   | 1977 | "Back in the Saddle"                        | Aerosmith                     | London Sewerage System          | Guitar Hero: Aerosmith            |
| 2   | 1983 | "Bark at the Moon"                          | Ozzy Osbourne                 | Atlantis                        | Guitar Hero                       |
| 3   | 1977 | "Barracuda"                                 | Heart                         | Polar Ice Cap                   | Guitar Hero III: Legends of Rock  |
| 4   | 2005 | "Beast and the Harlot"                      | Avenged Sevenfold             | Great Wall of China (encore)    | Guitar Hero II                    |
| 5   | 1976 | "Carry On Wayward Son"                      | Kansas                        | London Sewerage System          | Guitar Hero II                    |
| 6   | 1987 | "Caught in a mosh"                          | Anthrax                       | Great Wall of China             | Guitar Hero Encore: Rocks the 80s |
| 7   | 1990 | "Cherry Pie"                                | Warrant                       | Grand Canyon                    | Guitar Hero II                    |
| 8   | 1991 | "Cowboys from Hell" (Directo en Moscú 1991) | Pantera                       | Great Wall of China             | Guitar Hero                       |
| 9   | 1988 | "Cult of personality (canción)"             | Living Colour                 | Great Wall of China             | Guitar Hero III: Legends of Rock  |
| 10  | 1982 | "Electric Eye"                              | Judas Priest                  | Great Wall of China             | Guitar Hero Encore: Rocks the 80s |
| 11  | 1973 | "Free Bird"                                 | Lynyrd Skynyrd                | Atlantis                        | Guitar Hero II                    |
| 12  | 2006 | "Freya"                                     | The Sword                     | The Sphinx                      | Guitar Hero II                    |
| 13  | 1977 | "Godzilla"                                  | Blue Öyster Cult              | Polar Ice Cap                   | Guitar Hero                       |
| 14  | 1993 | "Heart-Shaped Box"                          | Nirvana                       | Amazon Rainforest               | Guitar Hero II                    |
| 15  | 2004 | "Hey You"                                   | The Exies                     | Grand Canyon                    | Guitar Hero                       |
| 16  | 1980 | "Hit Me with Your Best Shot"                | Pat Benatar                   | Amazon Rainforest               | Guitar Hero III: Legends of Rock  |
| 17  | 1982 | "I Love Rock 'N Roll"                       | Joan Jett and the Blackhearts | Amazon Rainforest               | Guitar Hero                       |
| 18  | 1984 | "I Wanna Rock"                              | Twisted Sister                | Polar Ice Cap (encore)          | Guitar Hero Encore: Rocks the 80s |
| 19  | 1974 | "Killer Queen"                              | Queen                         | Amazon Rainforest (encore)      | Guitar Hero                       |
| 20  | 1992 | "Killing in the Name"                       | Rage Against the Machine      | Polar Ice Cap                   | Guitar Hero II                    |
| 21  | 2004 | "Laid to Rest"                              | Lamb of God                   | Great Wall of China             | Guitar Hero II                    |
| 22  | 2006 | "Lay Down"                                  | Priestess                     | Polar Ice Cap                   | Guitar Hero III: Legends of Rock  |
| 23  | 1979 | "Message in a Bottle"                       | The Police                    | Grand Canyon                    | Guitar Hero II                    |
| 24  | 2006 | "Miss Murder"                               | AFI                           | London Severage System          | Guitar Hero III: Legends of Rock  |
| 25  | 1997 | "Monkey Wrench"                             | Foo Fighters                  | The Sphinx                      | Guitar Hero II                    |
| 26  | 1976 | "More than a feeling"                       | Boston                        | Grand Canyon                    | Guitar Hero                       |
| 27  | 1988 | "Mother"                                    | Danzig                        | London Sewerage System          | Guitar Hero II                    |
| 28  | 2002 | "No One Knows"                              | Queens of the Stone Age       | London Severage System          | Guitar Hero                       |
| 29  | 1988 | "Nothin' but a good time"                   | Poison                        | The Sphinx                      | Guitar Hero Encore: Rocks the 80s |
| 30  | 1989 | "Play With Me"                              | Extreme                       | Atlantis                        | Guitar Hero Encore: Rocks the 80s |
| 31  | 1990 | "Psychobilly Freakout"                      | Reverend Horton Heat          | Atlantis                        | Guitar Hero II                    |
| 32  | 1986 | "Raining Blood"                             | Slayer                        | Atlantis                        | Guitar Hero III: Legends of Rock  |
| 33  | 1975 | "Rock and Roll All Nite"                    | Kiss                          | Amazon Rainforest               | Guitar Hero III: Legends of Rock  |
| 34  | 1984 | "Round and Round (canción de Ratt)"         | Ratt                          | London Severage System (encore) | Guitar Hero Encore: Rocks the 80s |
| 35  | 1983 | "Shout at the Devil"                        | Mötley Crüe                   | Amazon Rainforest               | Guitar Hero II                    |
| 36  | 1972 | "Smoke on the Water"                        | Deep Purple                   | Amazon Rainforest               | Guitar Hero                       |
| 37  | 1999 | "Stellar"                                   | Incubus                       | Grand Canyon (encore)           | Guitar Hero                       |
| 38  | 1990 | "Stop!"                                     | Jane's Addiction              | The Sphinx                      | Guitar Hero II                    |
| 39  | 2002 | "Take It Off"                               | The Donnas                    | The Sphinx                      | Guitar Hero                       |
| 40  | 2004 | "Take Me Out"                               | Franz Ferdinand               | Grand Canyon                    | Guitar Hero                       |
| 41  | 1992 | "Them Bones"                                | Alice in Chains               | Polar Ice Caps                  | Guitar Hero II                    |
| 42  | 2006 | "Through the Fire and Flames"               | DragonForce                   | Quebec City                     | Guitar Hero III: Legends of Rock  |
| 43  | 1992 | "Thunder Kiss '65"                          | White Zombie                  | London Severage System          | Guitar Hero                       |
| 44  | 1996 | "Trippin' on a Hole in a Paper Heart"       | Stone Temple Pilots           | The Sphinx                      | Guitar Hero II                    |
| 45  | 1983 | "The Trooper"                               | Iron Maiden                   | Great Wall of China             | Guitar Hero II                    |
| 46  | 1992 | "Unsung" (Directo en Chicago)               | Helmet                        | Polar Ice Caps                  | Guitar Hero                       |
| 47  | 2006 | "Woman"                                     | Wolfmother                    | Grand Canyon                    | Guitar Hero II                    |
| 48  | 1981 | "YYZ"                                       | Rush                          | The Sphinx (encore)             | Guitar Hero II                    |

## Recepción
Guitar Hero: Greatest Hits recibió unas críticas relativamente negativas y se le citaba como una muestra de la saturación del mercado sobre videojuegos de música y de explotación de la saga por parte de Activision. Excepto en el caso de PlayStation 2, todas las canciones que forman parte de la banda sonora del videojuego ya estaban disponible como material descargable para el resto de consolas. Por otra parte, los elogios recibidos destacaban la selección de las canciones y el uso de grabaciones originales de todas ellas. También se cita la extensión al uso del resto de los instrumentos y la aplicación de las nuevas guitarras con Slide.

## Juegos relacionados
- Guitar Hero
- Guitar Hero II
- Guitar Hero Encore: Rocks the 80s
- Guitar Hero III
- Guitar Hero: Aerosmith
- Guitar Hero: Metallica
- Guitar Hero: Van Halen
- Guitar Hero: Smash Hits
- Guitar Hero on Tour (Nintendo DS)
- Guitar Hero World Tour
- Guitar Hero 5
- Rock Band
- Rock Band 2
- The Beatles: Rock Band